# Palača velikega sveta, Dubrovnik
Palača velikega sveta (poslopje mestnega sveta - mestna hiša) je nekdaj stala v Dubrovniku na trgu Luža med Knežjim dvorcem in Mestnim zvonikom. Palača je bila grajena v gotskem slogu. Poslopje se prvič omenja leta 1303. Leta 1487 so palačo temeljito preuredili, jo razširili in od takrat je imela podobo gotsko - renesančnega poslopja. Zgradbo je projektiral dubrovniški gradbeni mojster Paskoje Miličević, pri sami gradnji pa so sodelovali mnogi tuji in domači mojstri.
V prvem nadstropju je obstajala neposredna povezava med mestno hišo in Knežjim dvorcem. Na vratih, ki so služila za prehod, in so še danes ohranjena , je bil napis: »OBLITI PRIVATORUM PUBLICA CURATE« - »Pozabite na privatne zadeve, ukvarjajte se z državnimi«.
Leta 1816 je bila Palača velikega sveta popolnoma uničena v velikem požaru, tako da so jo porušili in na njenem mestu 1822 v nogotskem slogu postavili novo mestno hišo. V sklopu nove mestne hiše je bilo zgrajeno tudi gledališče, v 20. stol. pa so dogradili še mestno kavarno.